# Ustrój polityczny Nauru
Konstytucja Nauru z 1968 roku określa, że Nauru jest republiką parlamentarną. Głową państwa jest prezydent, który jest wybierany w wyborach spośród 19 parlamentarzystów na okres trzech lat. Prezydent jest jednocześnie szefem rządu.

## Organizacja państwa

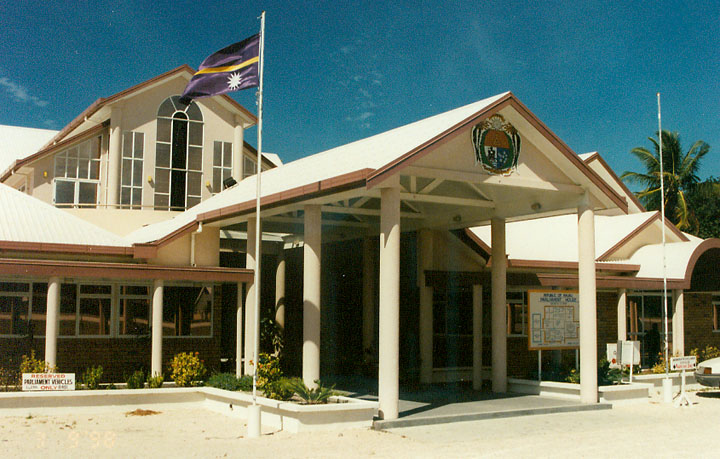
Parlament Nauru

Nauru jest republiką. Konstytucja Nauru została przyjęta 29 stycznia 1968, następnie zmieniona 17 maja 1968. Forma rządów opiera się na bazie modelu westminsterskiego. Głową państwa jest prezydent.
Parlament Nauru, który liczy 19 członków, jest wybierany co trzy lata na podstawie ordynacji większościowej. Głosowanie w wyborach jest możliwe dla każdego obywatela wyspy, który ukończył dwudziesty rok życia. Na początku każdej kadencji parlament wybiera prezydenta, który równocześnie pełni funkcję szefa rządu. Wówczas prezydent wybiera spośród członków parlamentu czterech lub pięciu ministrów. Kandydaci ubiegający się o urząd zwykle są niezależni.
Nauru posiada złożony system prawny. Sąd Najwyższy, na czele którego stoi prezes, ma pierwszorzędne znaczenie w kwestii konstytucyjnych. Parlament nie może uchylać decyzji sądów, ale możliwe jest, aby w następstwie dalszej rozprawy w Sądzie Apelacyjnym, sprawę przenieść do Sądu Najwyższego w Australii.
Sądy niższej instancji to Sąd Okręgowy i Sąd Rodzinny.
W kraju istnieją partie polityczne tworzone ad hoc. Partie te czasem łączą się w tymczasowe koalicje dotyczące konkretnych spraw. Polityka Nauru oparta jest głównie na wzajemnej lojalności między politykami.
Na Nauru działają trzy partie polityczne:
- Demokratyczna Partia Nauru[12]
- Partia Centrum (Nauru)[13]
- Naoero Amo[14]

## Symbole narodowe
- Flaga Nauru przedstawia umieszczone centralnie na niebieskim tle żółty pas, pod którym znajduje się 12-ramienna gwiazda. Błękit symbolizuje bezkresne przestrzenie Oceanu Spokojnego, żółty pas pośrodku reprezentuje równik, biel – kolor fosforytów, największego bogactwa wyspy. Biała gwiazda symbolizuje położenie wyspy tuż na południe od równika, zaś jej dwanaście ramion symbolizuje dwanaście pierwotnych plemion zamieszkujących Nauru. Umiejscowienie gwiazdy odnosi się do położenia kraju. Uchwalona została 31 stycznia 1968 roku. Proporcje 1:2[15].

- Hymn Nauru został przyjęty po uzyskaniu przez ten kraj niepodległości w 1968. Autorem melodii hymnu jest australijski kompozytor Laurence Henry Hicks a autorką tekstu jest nauruańska pisarka Margaret Hendrie. Hymn Nauru nosi nazwę Nauru Bwiema.

- Herb Nauru został przyjęty w 1968 roku. Jego tarcza jest podzielona na dwie, równe części. W górnej części symbol chemiczny fosforu jest ukazany ponad złotym tłem. Po prawej dolnej stronie jest przedstawiony czarny ptak z rzędu fregatowatych, który siada na dogodnym miejscu ponad niebieskimi falami oceanicznymi. Lewa dolna strona herbu jest niebieska, i zawiera gałąź gumiaka. Tarcza jest otoczona przez wizerunki wodza oceanicznego plemienia, który był noszony na różne ceremonie. Na herbie uwidaczniają się zęby rekina, rośliny arekowate, i pióra ptaków fregatowatych. Ponadto, gwiazda jest umieszczona nad tarczą. Wstążka nad tym, pokazuje nazwę wyspy w języku nauruańskim – Naoero. Wstążka pod tarczą niesie krajową dewizę – God's Will First.